# Taran Noah Smith
Taran Noah Smith (* 8. April 1984 in San Francisco, Kalifornien, USA) ist ein US-amerikanischer Schauspieler, der vor allem für die Rolle als jüngster Sohn Tim Taylors (Tim Allen) Marcus Jason „Mark“ Taylor in der Fernsehserie Hör mal, wer da hämmert bekannt ist. Außerdem war er in einigen Fernseh- und Kino-Produktionen zu sehen.

## Leben
Er wurde nach der Hauptfigur in Lloyd Alexanders Chronicles-of-Prydain-Romanserie für junge Erwachsene benannt. Seine Eltern sind David und Candy Smith. Seine sieben Jahre ältere Schwester ist das Model Ariandrea Aria Hilary Smith.
Er hat die High-School vorzeitig abgeschlossen.
Am 27. April 2001 heiratete er – gegen den Willen seiner Eltern – die 16 Jahre ältere Heidi Van Pelt, Kolumnistin des Pitch Weekly. Am 16. Oktober 2005 kam der gemeinsame Sohn Nolan Eric Smith zur Welt. Am 2. Februar 2007 wurde diese Ehe wieder geschieden.
Smith gründete zusammen mit seiner damaligen Ehefrau in Oregon 2005 ein veganes Restaurant und ein Unternehmen, das vegane Cashewkäse-Aufstriche auf den Markt brachte.

## Filmografie
- 1991–1999: Hör mal, wer da hämmert (Home Improvement)
- 1995: Ebbies Weihnachtsgeschichte (Ebbie, Fernsehfilm)
- 1997: Little Bigfoot 2: The Journey Home
- 1997: Eine himmlische Familie (7th Heaven)
- 2002: Speedball: The Movie

## Auszeichnungen
Young Artist Award
- 1992: Young Artist Award in der Kategorie Beste Darstellung in einer Fernsehserie – Schauspieler bis 10 Jahre oder jünger
- 1993: Nominiert in der Kategorie Beste Darstellung in einer Fernsehserie – Schauspieler bis 10 Jahre oder jünger
- 1994: Young Artist Award in der Kategorie Beste junges Ensemble in einer Fernsehserie (zusammen mit Zachery Ty Bryan und Jonathan Taylor Thomas)
- 1999: Nominiert in der Kategorie Beste Darstellung in einer Fernsehserie – Hauptdarsteller